# 학성중학교 축구부 (울산)
학성중학교 축구부는 울산광역시에 위치한 학성중학교의 축구부이다. 학성중학교가 운영하는 축구부로 2021년부터 울산시민축구단의 U-15팀으로 활동 중이다.

## 출신 선수
정우영. 이재성

## 같이 보기
- 학성중학교